# Michel Mongeau (hockey sur glace)
Pour l’article homonyme, voir Michel Mongeau.
Pour les articles homonymes, voir Mongeau.
Michel Mongeau (né le 9 février 1965 à Verdun, dans la province de Québec au Canada et mort le 22 mai 2010 à Montréal dans la même province et du pays) est un joueur professionnel canadien de hockey sur glace.

## Carrière en club
Joueur étoile dans la Ligue de hockey junior majeur du Québec entre 1982 et 1986. Il y connait une excellente première saison complète dans la ligue avec une récolte de 94 points. Par contre, dans une ligue très offensive, il n'arrive qu'au sixième rang des pointeurs. Son coéquipier, Mario Lemieux, arrive quant à lui premier avec 282 points. En 1985-86, il excelle en récoltant 180 points en 72 parties. Il est alors nommé dans la 2e équipes d'étoiles.
Il joue une saison dans la Ligue internationale de hockey où il remporte le trophée Garry-F.-Longman remis à la meilleure recrue de la ligue. Ensuite, il s'aligne une saison dans la Ligue Magnus en France avec les Mammouths de Tours. Il se joint ensuite aux Spirits de Flint puis aux Rivermen de Peoria. Avec ces derniers, il remporte la Coupe Turner en 1990-1991 en plus d'être le récipiendaire de plusieurs honneurs individuels. Aux cours de ces saisons, il joue 54 parties dans la Ligue nationale de hockey avec les Blues de Saint-Louis et avec le Lightning de Tampa Bay.
Il continue de jouer dans la LIH et la Ligue américaine de hockey jusqu'en 1998. Il joue ensuite une saison en Suisse et une en Italie avant de se joindre définitivement à la Ligue de hockey semi-professionnel du Québec où il aida son équipe à remporter la Coupe Futura à trois reprises.
Au printemps 2010, il meurt d'un cancer à l'âge de 45 ans.

## Statistiques
| Saison     | Équipe                  | Ligue          |    | Saison régulière | Saison régulière | Saison régulière | Saison régulière | Saison régulière |    | Séries éliminatoires | Séries éliminatoires | Séries éliminatoires | Séries éliminatoires | Séries éliminatoires |
| Saison     | Équipe                  | Ligue          | PJ | B                | A                | Pts              | Pun              | PJ               | B  | A                    | Pts                  | Pun                  |                      |                      |
| 1980-1981  | Lion du lac Saint-Louis | QAAA           | 1  | 1                | 1                | 2                | 0                | -                | -  | -                    | -                    | -                    |                      |                      |
| 1981-1982  | Lion du lac Saint-Louis | QAAA           | 48 | 45               | 57               | 102              | 20               | 11               | 8  | 14                   | 22                   | 6                    |                      |                      |
| 1982-1983  | Voisins de Laval        | LHJMQ          | 24 | 4                | 6                | 10               | 2                | 5                | 1  | 0                    | 1                    | 0                    |                      |                      |
| 1983-1984  | Voisins de Laval        | LHJMQ          | 60 | 45               | 49               | 94               | 30               | 10               | 4  | 5                    | 9                    | 2                    |                      |                      |
| 1984       | Voisins de Laval        | Coupe Memorial | -  | -                | -                | -                | -                | 3                | 3  | 2                    | 5                    | 0                    |                      |                      |
| 1984-1985  | Voisins de Laval        | LHJMQ          | 67 | 60               | 84               | 144              | 56               | -                | -  | -                    | -                    | -                    |                      |                      |
| 1985-1986  | Titan de Laval          | LHJMQ          | 72 | 71               | 109              | 180              | 45               | 14               | 14 | 20                   | 34                   | 12                   |                      |                      |
| 1986-1987  | Generals de Saginaw     | LIH            | 76 | 42               | 53               | 95               | 34               | 10               | 3  | 6                    | 9                    | 10                   |                      |                      |
| 1987-1988  | Mammouths de Tours      | Ligue Magnus   | 30 | 31               | 21               | 52               | -                | -                | -  | -                    | -                    | -                    |                      |                      |
| 1988-1989  | Spirits de Flint        | LIH            | 82 | 41               | 76               | 117              | 57               | -                | -  | -                    | -                    | -                    |                      |                      |
| 1989-1990  | Rivermen de Peoria      | LIH            | 73 | 39               | 78               | 117              | 53               | 5                | 3  | 4                    | 7                    | 6                    |                      |                      |
| 1989-1990  | Blues de Saint-Louis    | LNH            | 7  | 1                | 5                | 6                | 2                | 2                | 0  | 1                    | 1                    | 0                    |                      |                      |
| 1990-1991  | Rivermen de Peoria      | LIH            | 73 | 41               | 65               | 106              | 114              | 19               | 10 | 16                   | 26                   | 32                   |                      |                      |
| 1990-1991  | Blues de Saint-Louis    | LNH            | 7  | 1                | 1                | 2                | 0                | -                | -  | -                    | -                    | -                    |                      |                      |
| 1991-1992  | Rivermen de Peoria      | LIH            | 32 | 21               | 34               | 55               | 77               | 10               | 5  | 14                   | 19                   | 8                    |                      |                      |
| 1991-1992  | Blues de Saint-Louis    | LNH            | 36 | 3                | 12               | 15               | 6                | -                | -  | -                    | -                    | -                    |                      |                      |
| 1992-1993  | Citadels d'Halifax      | LAH            | 22 | 13               | 18               | 31               | 10               | -                | -  | -                    | -                    | -                    |                      |                      |
| 1992-1993  | Admirals de Milwaukee   | LIH            | 45 | 24               | 41               | 65               | 69               | 4                | 1  | 4                    | 5                    | 4                    |                      |                      |
| 1992-1993  | Lightning de Tampa Bay  | LNH            | 4  | 1                | 1                | 2                | 2                | -                | -  | -                    | -                    | -                    |                      |                      |
| 1993-1994  | Aces de Cornwall        | LAH            | 7  | 3                | 11               | 14               | 4                | -                | -  | -                    | -                    | -                    |                      |                      |
| 1993-1994  | Rivermen de Peoria      | LIH            | 52 | 29               | 36               | 65               | 50               | -                | -  | -                    | -                    | -                    |                      |                      |
| 1994-1995  | Rivermen de Peoria      | LIH            | 74 | 30               | 52               | 82               | 72               | -                | -  | -                    | -                    | -                    |                      |                      |
| 1995-1996  | Rivermen de Peoria      | LIH            | 24 | 5                | 17               | 22               | 24               | 12               | 4  | 11                   | 15                   | 8                    |                      |                      |
| 1996-1997  | Vipers de Détroit       | LIH            | 31 | 12               | 11               | 23               | 30               | -                | -  | -                    | -                    | -                    |                      |                      |
| 1996-1997  | Roadrunners de Phoenix  | LIH            | 16 | 4                | 10               | 14               | 8                | -                | -  | -                    | -                    | -                    |                      |                      |
| 1996-1997  | Admirals de Milwaukee   | LIH            | 31 | 6                | 19               | 25               | 29               | 2                | 0  | 1                    | 1                    | 2                    |                      |                      |
| 1997-1998  | Rafales de Québec       | LIH            | 34 | 5                | 12               | 17               | 18               | -                | -  | -                    | -                    | -                    |                      |                      |
| 1997-1998  | Moose du Manitoba       | LIH            | 43 | 12               | 22               | 34               | 24               | 3                | 0  | 1                    | 1                    | 6                    |                      |                      |
| 1998-1999  | Blizzard de Joliette    | LHSPQ          | 23 | 25               | 26               | 51               | 6                | -                | -  | -                    | -                    | -                    |                      |                      |
| 1998-1999  | Asiago HC               | Série A        | 9  | 9                | 4                | 13               | 38               | 1                | 0  | 1                    | 1                    | 2                    |                      |                      |
| 1999-2000  | HC Bienne               | LNB            | 28 | 12               | 15               | 27               | 54               | 9                | 4  | 5                    | 9                    | 22                   |                      |                      |
| 2000-2001  | Mission de Joliette     | LHSPQ          | 44 | 41               | 51               | 92               | 24               | 22               | 18 | 18                   | 36                   | 14                   |                      |                      |
| 2001-2002  | Chiefs de Laval         | LHSPQ          | 44 | 35               | 50               | 85               | 20               | 18               | 8  | 23                   | 31                   | 24                   |                      |                      |
| 2002-2003  | Chiefs de Laval         | LHSPQ          | 52 | 27               | 47               | 74               | 34               | 8                | 1  | 10                   | 11                   | 8                    |                      |                      |
| 2003-2004  | Chiefs de Laval         | LHSMQ          | 47 | 20               | 36               | 56               | 17               | 6                | 2  | 4                    | 6                    | 6                    |                      |                      |
| Totaux LNH | Totaux LNH              | Totaux LNH     | 54 | 6                | 19               | 25               | 10               | 2                | 0  | 1                    | 1                    | 0                    |                      |                      |

## Trophées et honneurs personnels
- Ligue de hockey junior majeur du Québec
  - 1986 : nommé dans la 2e équipes d'étoiles
- Ligue internationale de hockey
  - 1987 : récipiendaire du trophée Garry-F.-Longman
  - 1989 : récipiendaire du Ironman Award
  - 1990 : nommé dans la 1re équipes d'étoiles
  - 1990 : récipiendaire du trophée James-Gatschene
  - 1990 : récipiendaire du trophée Leo-P.-Lamoureux
  - 1991 : nommé dans la 2e équipes d'étoiles
  - 1991 : récipiendaire du trophée N.-R.-« Bud »-Poile
  - 1991 : champion de la Coupe Turner avec les Rivermen de Peoria
- Ligue de hockey semi-professionnel du Québec
  - 2001 : remporte le Trophée du joueur le plus gentilhomme et la Coupe Futura avec le Mission de Joliette.
  - 2002 : remporte la Coupe Futura avec les Chiefs de Laval.
  - 2003 : remporte la Coupe Futura avec les Chiefs de Laval.
  - 2004 : remporte le Trophée du joueur le plus gentilhomme avec les Chiefs de Laval.